# Ивана Јелић
Ивана Јелић (Шабац, 1991) српски је мастер уметник из области примењених уметности.
Рођена је 1991. године у Шапцу, где је завршила Шабачку гимназију. Академско образовање је стекла на Факултету примењених уметности у Београду, где је дипломирала на основним и мастер студијама примењеног сликарства. Тренутно је студент докторских академских студија.
Стипендиста је Града Шабац и Фонда за младе таленте – Доситеја. Члан је Удружења ликовни стваралаца Шапца.
Учесник је у више пројеката и изложби, међу којима је реализација мурала у оквиру Шабачке гимназије, самостална изложба у галерији Културног центра у Шапцу, учешће на Миксер фестивалу у Београду, учешће у уметничком програму Outside Project у Фиренци, учешће на XI фестивалу цртежа и музике „Икона” у Приједору, као и самостална изложба Nosce te ipsum у Библиотеци шабачкој.